# Quartier de la Monnaie
Quartier de la Monnaie är Paris 21:e administrativa distrikt, beläget i sjätte arrondissementet. Distriktet är uppkallat efter Monnaie de Paris, det statliga myntverket, grundat år 864 av Karl den skallige.
Sjätte arrondissementet består även av distrikten Odéon, Notre-Dame-des-Champs och Saint-Germain-des-Prés.

## Sevärdheter
- Monnaie de Paris
- Institut de France
- École nationale supérieure des Beaux-Arts
- Le Tabou
- Café Procope
- Lapérouse
- Saint-André-des-Arts

## Bilder
| - De fyra administrativa distrikten i Paris sjätte arrondissement. - Institut de France. - Café Procope. |

## Kommunikationer
- Tunnelbana – linjerna   – Odéon